# Christian Bommers
Christian Bommers (* 1976 in Krefeld oder Meerbusch) ist ein deutscher Kommunalpolitiker (CDU) und seit 2020 Bürgermeister der Stadt Meerbusch in Nordrhein-Westfalen.

## Leben
Christian Bommers wuchs im Meerbuscher Stadtteil Osterath auf. Er besuchte das Städtische Gymnasium Meerbusch und absolvierte dort 1996 seine Fachoberschulreife. Anschließend begann er eine Ausbildung zum Speditionskaufmann, die er 1999 erfolgreich beendete. Im Anschluss war er von 1999 bis 2020 in der Automobilindustrie tätig, von 2014 bis 2020 in hochrangiger Position bei der Mercedes-Benz AG in der Vertriebsdirektion Rheinland in Köln.
Im Juni 2015 trat Bommers in die CDU Meerbusch ein. Bevor er 2020 ins Bürgermeisteramt gewählt wurde, war er einige Zeit lang Mitglied des Haupt- und Finanzausschusses der Stadt Meerbusch.

## Bürgermeisteramt
Im Februar 2020 gab der CDU-Stadtverband Meerbusch Bommers als seinen Kandidaten für die anstehende Kommunalwahl im September 2020 bekannt, nachdem die bisherige Bürgermeisterin Angelika Mielke-Westerlage (CDU) erklärt hatte, nicht erneut kandidieren zu wollen.
Die Kommunalwahl am 13. September 2020 konnte er schließlich mit 56,85 Prozent der Stimmen für sich entscheiden. Sein parteiloser Gegenkandidat Marcel Winter bekam 43,15 Prozent der Stimmen. Er trat sein Amt am 1. November 2020 an. Am 24. November 2020 wurde er in der Sporthalle Forstenberg vereidigt. Heinz-Berend Jansen (CDU), der Altersvorsitzende des Meerbuscher Stadtrates, händigte ihm die Amtskette aus. Im Anschluss leitete er seine erste Ratssitzung als Bürgermeister.
Bommers hatte sich für die Kommunalwahl vordergründig mit den folgenden Themen beworben:
- Digitalisierung in den Schulen und in der öffentlichen Verwaltung vorantreiben
- Umwelt- und Klimaschutz in den Vordergrund stellen
- Weiterentwicklung der Stadt im Hinblick auf die Wohnbebauung und neue Gewerbeflächen
- Ausbau des öffentlichen Personennahverkehrs und vernünftiger Mix aller Verkehrsträger
- ehrenamtliches Engagement stärken

## Ehrenamtliches Engagement
Bommers ist seit 1990 Mitglied des Löschzugs Osterath der Freiwilligen Feuerwehr Meerbusch. 11 Jahre davon war er auch im Vorstand der Freiwilligen Feuerwehr tätig. Darüber hinaus ist er seit 2007 im Vorstand des Heimat- und Schützenbundes Osterath 1955 aktiv, von 2011 bis 2021 als Vorsitzender und Präsident. Außerdem engagiert er sich in seiner Kirchengemeinde.

## Privates
Bommers ist mit der Diplom-Sozialpädagogin Stefanie Bommers verheiratet und hat drei Kinder im Alter von 20, 17 und sechs Jahren. Er lebt in Meerbusch-Osterath und ist Mitglied der römisch-katholischen Kirche.
Seine Lieblingsorte in Meerbusch sind die Kirche St. Nikolaus in Osterath, das Kneipencafé Kanapee, der Herrenbusch/Meerbuscher Wald, der Parkplatz Haus Meer und der Alte Markt Lank-Latum, wie er der Westdeutschen Zeitung in einem Interview verriet.